# Lionel Tua
 (novembre 2024).
Lionel Tua est un acteur français. Très actif dans le doublage, il est la voix française régulière de Luke Perry et d'Owen Wilson ainsi que l'une des voix récurrentes de Jeffrey Dean Morgan, Jon Cryer, Jeremy Piven, Jimmy Smits, Michael Cudlitz, Corin Nemec et de Denis Leary.
Il est également la voix du Prince charmant dans Shrek 2 (2004), de Damien Brenks dans le jeu Watch Dogs (2014), Marlow dans le jeu Alien: Isolation (2014), Samuel Drake dans les jeux Uncharted (2016-) ou encore Basim dans Assassin's Creed Valhalla (2020) ou Chien Pourri dans la série du même nom.
Il collabore comme auteur avec le chanteur Jean-Pierre Niobé sur plusieurs albums. Avec sa femme, l'artiste-plasticienne Guacolda, il crée le « Low art » (2015) , un mouvement artistique (photos, vidéos, chansons) sur l’amour, le couple et l’intime.

## Biographie
À 18 ans, Lionel Tua quitte sa ville natale et monte à Paris où il se forme au métier d'acteur chez Acting International. Il a tourné dans des films de F.J. Ossang avec l'acteur Clovis Cornillac.

## Théâtre
- 1987 : Don Juan de Molière, mise en scène Francis Huster, Théâtre Renaud-Barrault
- 1990 : La Dame de chez Maxim de Georges Feydeau, mise en scène Alain Françon, Théâtre du Huitième Lyon
- 1999 : Fric - Frac d'Édouard Bourdet, mise en scène Aurore Prieto, Théâtre 13
- 2000 : Café d'Edward Bond, mise en scène Alain Françon, Théâtre national de la Colline
- 2002 : Skinner de Michel Deutsch, mise en scène Alain Françon, Théâtre national de la Colline
- 2005 : Le baiser sur l’asphalte de Nélson Rodrígues, mise en scène Thomas Quillardet, Théâtre Mouffetard
- 2008 : L'Hôtel du libre échange de Georges Feydeau, mise en scène Alain Françon, Théâtre national de la Colline

## Filmographie

### Cinéma
- 1985 : L'Affaire des divisions Morituri de F. J. Ossang : Pierre Tanzanie
- 1986 : On a volé Charlie Spencer de Francis Huster : ?
- 1990 : Le Trésor des îles Chiennes de F. J. Ossang : Fabiano
- 1997 : Docteur Chance de F. J. Ossang : l'espagnol
- 2011 : Dharma Guns de F. J. Ossang : Jon
- 2011 : Zona Inquinata de F. J. Ossang : ? (court métrage)
- 2011 : De force de Frank Henry : le 2e flic de la BAC
- 2018 : 9 doigts de F. J. Ossang : Warner Oland
- 2019 : Trouble de Catherine Diran : Raphaël
- 2022 : Couleurs de l'incendie de Clovis Cornillac : le policier en civil

### Télévision
- 2016 : Chefs : le conseiller bancaire (saison 2, épisode 6)

## Doublage

### Cinéma

#### Films
- Owen Wilson dans (17 films) :
  - Mon beau-père et moi (2000) : Kevin Rawley
  - En territoire ennemi (2001) : le lieutenant Chris Burnett
  - Mon beau-père, mes parents et moi (2004) : Kevin Rawley
  - La Nuit au musée (2006) : Jedediah
  - Marley et Moi (2008) : John Grogan
  - La Nuit au musée 2 (2009) : Jedediah
  - Mon beau-père et nous (2010) : Kevin Rawley
  - Bon à tirer (B.A.T.) (2011) : Rick
  - Les Stagiaires (2013) : Nick
  - La Nuit au musée 3 : Le Secret des Pharaons (2014) : Jedediah
  - Inherent Vice (2014) : Coy Harlingen
  - Broadway Therapy (2015) : Arnold Albertson / Derek Thomas
  - No Escape (2015) : Jack Dwyer
  - Les Cerveaux (2016) : Steve
  - Wonder (2017) : Nate Pullman
  - Father Figures (2017) : Kyle Reynolds
  - Base secrète (2022) : Jack Kincaid

- Jeffrey Dean Morgan dans (7 films) :
  - Un mari de trop (2008) : Patrick Sullivan
  - La Locataire (2011) : Max
  - Killing Fields (2011) : Brian Heigh
  - Possédée (2012) : Clyde Brenek
  - L'Aube rouge (2012) : le lieutenant-colonel Andrew Tanner
  - Batman v Superman : L'Aube de la justice (2016) : Thomas Wayne
  - Rampage : Hors de contrôle (2018) : l'agent Russell

- Jeremy Piven dans (5 films) :
  - Mise à prix (2007) : Buddy « Aces » Israël
  - RocknRolla (2008) : Romain
  - Sin City : J'ai tué pour elle (2014) : Bob
  - Entourage (2015) : Ari Gold
  - Vindicte (2023) : Patrick O'Connor

- Jimmy Smits dans :
  - Star Wars, épisode II : L'Attaque des clones (2002) : Bail Organa
  - Star Wars, épisode III : La Revanche des Sith (2005) : Bail Organa
  - Rogue One: A Star Wars Story (2016) : Bail Organa

- Corey Johnson dans :
  - Le Contrat (2006) : Davis
  - Phénomènes paranormaux (2009) : Tommy
  - Kingsman : Services secrets (2015) : le chef religieux

- Danny McBride dans :
  - Le Monde (presque) perdu (2009) : Will Stanton
  - Welcome Back (2015) : le colonel Lacy
  - Arizona (en) (2018) : Sonny

- Brian d'Arcy James dans :
  - Spotlight (2015) : Matty Carroll
  - West Side Story (2021) : le sergent Krupke
  - Marchands de douleur (2023) : Dr Nathan Lydell

- Jerry Reed dans :
  - Tu fais pas le poids, shérif ! (1980) : Cledus
  - Smokey and the Bandit Part 3 (1983) : Cledus Snow / Bandit

- Iain Glen dans : 
  - Lara Croft: Tomb Raider (2001) : Manfred Powell
  - Harry Brown (2009) : le superintendent Childs

- Josh Lucas dans : 
  - Un homme d'exception (2001) : Hansen
  - De l'autre côté (2019) : Brian Smith

- Dylan Baker dans :
  - Spider-Man 3 (2007) : Dr Curt Connors / le Lézard
  - The Hunting Party (2007) : le chef des opérations de la CIA

- Bill Hader dans :
  - SuperGrave (2007) : l'officier Slater
  - Délire Express (2008) : Le soldat Miller

- Tim Roth dans :
  - L'Homme sans âge (2007) : Dominic Matei
  - L'Incroyable Hulk (2008) : Emil Blonsky / Abomination

- Chow Yun-fat dans :
  - Pirates des Caraïbes : Jusqu'au bout du monde (2007) : Sao Feng
  - Dragonball Evolution (2009) : Muten Rōshi

- Jordan Prentice dans : 
  - Bons Baisers de Bruges (2008) : Jimmy, le nain
  - Blanche-Neige (2012) : Napoléon

- David Wenham dans : 
  - Australia (2008) : Neil Fletcher
  - Lion (2016) : John Brierley

- Rob Riggle dans :
  - Kiss and Kill (2010) : Henry
  - Dumb and Dumber De (2014) : Travis

- Jon Cryer dans :
  - Date limite (2010) : Alan Harper (caméo)
  - Big Time Adolescence (2019) : Reuben

- David Thewlis dans : 
  - Cheval de guerre (2011) : Lyons
  - Red 2 (2014) : « La Grenouille »

- Ben Mendelsohn dans : 
  - The Dark Knight Rises (2012) : John Dagget
  - Au pays des habitudes (2018) : Anders Hill

- Guy Pearce dans :
  - Iron Man 3 (2013) : Aldrich Killian
  - The Rover (2014) : Eric

- 1942[1] : Fantômes déchaînés : Tommy White (John Shelton)
- 1974[2] : Conversation secrète : Martin Stett (Harrison Ford)
- 1989 : Flic et Rebelle : Hank Storm (Lou Diamond Phillips)
- 1989 : Un flic à Chicago : Gerald Gates (Bill Paxton)
- 1992 : Le Dernier des Mohicans : un membre de la milice coloniale [Qui ?]
- 1999 : Les Amants éternels : Alan Riply / Manuel Esquema (Joseph Fiennes)
- 2001 : L'Amour extra-large : le docteur (Daniel Greene)
- 2001 : Pearl Harbor : Gooz (Michael Shannon)
- 2001 : Mission Évasion : le caporal B.J. Guidry (Sam Worthington)
- 2001 : Route sans issue (en) : Bryce (Kevin Anderson (en))
- 2002 : Le couteau dans la plaie : Macy Kobacek (Michael Biehn)
- 2002 : Les Divins Secrets : Connor McGill (Angus Macfadyen)
- 2003 : Bye Bye Love : Peter MacMannus (David Hyde Pierce)
- 2003 : Open Range : Doc Barlow (Dean McDermott)
- 2003 : In the Cut : John Graham (Kevin Bacon)
- 2003 : Pour le meilleur et pour le rire : Henri (Laurent Alexandre)
- 2003 : Dracula II : Ascension : Erik (John Light)
- 2004 : Love Song : Bobby Long (John Travolta)
- 2004 : Le Vol du Phœnix : Davies (Jared Padalecki)
- 2004 : W. : L'Improbable Président : George W. Bush (Josh Brolin)
- 2004 : Ralph : le Père George Hibbert (Campbell Scott)
- 2004 : Le Jour d'après : Bob (Kenneth Moskow)
- 2004 : She Hate Me : John Henry « Jack » Armstrong (Anthony Mackie)
- 2005 : Mr. et Mrs. Smith : Martin Goodman (Chris Weitz)
- 2005 : Terrain d'entente : Chris (Johnny Sneed)
- 2005 : Zathura : Une aventure spatiale : l'astronaute (Dax Shepard)
- 2006 : Skinwalkers : Jonas (Elias Koteas)
- 2006 : Once : le manager (Geoff Minogue)
- 2006 : V pour Vendetta : un journaliste de BNT News (Adrian Finighan (en))
- 2007 : American Gangster : le chimiste (Joey Klein (en))
- 2007 : Joyeuses Funérailles : Howard (Andy Nyman)
- 2007 : Sukiyaki Western Django : Ringo (Quentin Tarantino)
- 2008 : Tout... sauf en famille : Brad (Vince Vaughn)
- 2008 : L'Échange : le capitaine J.J. Jones (Jeffrey Donovan)
- 2008 : Doute : le père Flynn (Philip Seymour Hoffman)
- 2008 : The Rocker : David Marshall (Jason Sudeikis)
- 2008 : Slumdog Millionaire : Javed, le gangster millionnaire (Mahesh Manjrekar)
- 2008 : Phénomènes : le principal (Alan Ruck)
- 2008 : Histoires enchantées : le chef indien / le voleur (Rob Schneider)
- 2008 : Marlowe, le chien policier : Clint (Corin Nemec)
- 2008 : Braquage à l'anglaise : Porcinet (Jamie Kenna (en))
- 2009 : Anges et Démons : le reporter de la BBC (Rashmi)
- 2009 : Fighting : Jack Dancing (Roger Guenveur Smith)
- 2009 : Le Parfum du succès (en) : Jimmy St. James (Kyle MacLachlan)
- 2010 : Vous allez rencontrer un bel et sombre inconnu : un ami du poker (Christian McKay)
- 2010 : Kung Fu Nanny : Glaze (George Lopez)
- 2010 : Unstoppable : inspecteur Scott Werner (Kevin Corrigan)
- 2010 : The Dinner : Müeller (David Walliams)
- 2010 : Buried : Dan Brenner (Robert Paterson)
- 2010 : L'Apprenti sorcier : le narrateur (Ian McShane)
- 2010 : Le Choc des Titans : Ozal (Ashraf Barhom)
- 2010 : Country Strong : Beau Hutton (Garrett Hedlund)
- 2011 : Super 8 : Nelec (Noah Emmerich)
- 2011 : Mission impossible : Protocole Fantôme : The Fog (Ilia Volok)
- 2011 : Happy New Year : Daniel Jensen, une rock-star (Jon Bon Jovi)
- 2011 : Anonymous : William Shakespeare (Rafe Spall)
- 2011 : Le Chaperon rouge : le loup (Archie Rice) (voix)
- 2011 : Comme Cendrillon : Il était une chanson : Tony « Ravi » Gupta (Manu Narayan (en))
- 2012 : John Carter : Kantos Kan (James Purefoy)
- 2012 : American Pie 4 : le père de Kara (Stevie Ray Dallimore)
- 2012 : The Master : un des docteurs militaires [Qui ?]
- 2012 : Sans issue : Meckler (Jim Piddock)
- 2012 : God Bless America : un policier au studio d'American Superstarz [Qui ?]
- 2012 : Rencontre avec le mal : John Felton (Luke Wilson)
- 2013 : Parker : l'officier Jake Fernandez (Bobby Cannavale)
- 2013 : My Movie Project : le père de Mikey et Nathan (Patrick Warburton)
- 2013 : Ghost Bastards : Steve (Andrew Daly)
- 2013 : Le Hobbit : La Désolation de Smaug : Galion (Craig Hall)
- 2014 : Un amour d'hiver : le colonel Langton (Sam Hazeldine)
- 2014 : Divergente : Andrew Prior (Tony Goldwyn)
- 2014 : Jersey Boys : Bob Crewe (Mike Doyle)
- 2014 : Edge of Tomorrow : Dr Carter (Noah Taylor)
- 2014 : Rec 4 : Goro (Carlos Zabala)
- 2015 : Un voisin trop parfait : Garrett Peterson (John Corbett)
- 2015 : Absolutely Anything : Kylie (Terry Jones) (voix)
- 2015 : Freaks of Nature : Rick Wilson (Denis Leary)
- 2016 : High-Rise : Steele (Reece Shearsmith)
- 2016 : Money Monster : voix additionnelles
- 2017 : Nemesis : Sam (Rusty Joiner)
- 2017 : Le Grand Jeu : Douglas Downey (Chris O'Dowd)
- 2017 : Breathe : Dr Clement Aitken (Stephen Mangan)
- 2018 : Pentagon Papers : voix additionnelles
- 2018 : Mon âme sœur : Mitch (Steve Coogan)
- 2018 : Les Mauvais Esprits (en) : Frank (Stephen McCole (en))
- 2018 : First Man : Le Premier Homme sur la Lune : James Lovell (Pablo Schreiber)
- 2018 : Un homme chanceux : Ivan Salomon (Benjamin Kitter)
- 2018 : Tanks for Stalin : Mikhail Ilitch Koshkine (Andrey Merzlikin)
- 2018 : Pierre Lapin : voix additionnelles
- 2019 : Boi : Mou (Man Mourentan)
- 2019 : Once Upon a Time… in Hollywood : Wayne Maunder (Luke Perry)
- 2019 : Doctor Sleep : Jack Torrance / Lloyd, le barman (Henry Thomas)
- 2020 : Wonder Woman 1984 : le chef des braqueurs de la bijouterie [Qui ?]
- 2020 : I'm Your Woman : Jimmy (Jarrod DiGiorgi)
- 2021 : Pierre Lapin 2 : Panique en ville : Rebondi Cochonnet (Ewen Leslie) (voix)
- 2022 : La Bulle : Gavin, le producteur (Peter Serafinowicz)
- 2022 : Un talent en or massif : le réalisateur (David Gordon Green)
- 2022 : The Weekend Away : Pavic (Amar Bukvić (en))
- 2022 : Les Lignes courbes de Dieu : Samuel Alvar (Eduard Fernández)
- 2022 : Chevalier : le marquis de Montalembert (Marton Csokas)
- 2023 : Mon père et moi : lui-même (Sebastian Maniscalco (en))
- 2023 : Joli désastre (en) : Jim Maddox (Michael Cudlitz)
- 2023 : Oppenheimer : Haakon Chevalier (Jefferson Hall)
- 2023 : Invitation à un assassinat (it) : Magallon (Julio Casado)
- 2024 : Boy Kills World : Gideon Van Der Koy (Brett Gelman)
- 2025 : Superman : Rick Flag, Sr. (Frank Grillo)

#### Films d'animation
- 2000 : Joseph, le roi des rêves : Issachar
- 2002 : La Légende de Tarzan et Jane : Joanes Niels
- 2002 : Huit nuits folles d'Adam Sandler : Eli Vonstein
- 2003 : Sinbad : La Légende des sept mers : voix additionnelles
- 2004 : Shrek 2 : le Prince Charmant
- 2006 : Les Rebelles de la forêt : Ian
- 2007 : Bienvenue chez les Robinson : Cornelius - Lewis adulte
- 2007 : Shrek le troisième : le Prince Charmant
- 2008 : WALL-E : voix additionnelles
- 2008 : Volt, star malgré lui : le père fictif de Penny
- 2008 : Le Monstre au milliard de tentacules : Hermès et Zapp Brannigan
- 2008 : Niko, le petit renne : un renne de la brigade volante
- 2010[n 1] : Green Arrow : Oliver Queen / Green Arrow (court-métrage)
- 2010 : Le Marchand de sable : le Marchand de sable
- 2012 : Niko, le petit renne 2 : Tornade
- 2014 : Le Fils de Batman : Slade Wilson / Deathstroke
- 2015 : Batman Unlimited : L'Instinct animal : Oliver Queen / Green Arrow
- 2015 : Batman Unlimited : Monstrueuse Pagaille : Oliver Queen / Green Arrow
- 2015 : Premier rendez-vous ? : la tristesse du père (court-métrage)
- 2016 : Le Monde de Dory : Monsieur Poisson (Michel)
- 2017 : Vixen : Oliver Queen / Green Arrow
- 2019 : Le Parc des merveilles : Peanut
- 2019 : Royal Corgi : Donald Trump
- 2021 : Les Bouchetrous : Jepson
- 2021 : Princesse Dragon : Bourya (création de voix)
- 2022 : Marmaduke (en) : Zeus
- 2022 : Tad l'explorateur et la table d'émeraude : l'agent Pickle
- 2022 : Krypto et les Super-Animaux : Arthur Curry / Aquaman[n 2]
- 2022 : La Nuit au musée : Le Retour de Kahmunrah : Jedediah
- 2023 : Lupin III vs. Cat's Eye : Dennis
- 2023 : Le Roi singe : Bouddha[n 3]
- 2023 : L'Imaginaire : M. Bunting
- 2025 : Batman Ninja vs. Les Yakuzas : « Ahsa, le Dragon aquatique » / Arthur Curry / Aquaman[n 4]

### Télévision

#### Téléfilms
- Luke Perry dans :
  - Invasion (1997) : Beau Stark
  - Le Prix de l'indiscrétion (1998) : Michael Nash
  - Menace mortelle (2001) : Pr Michael Ashton
  - Descente aux enfers (2005) : Dr Jake Rollins
  - Supernova (2005) : Dr Chris Richardson
  - Maman se marie ! (2008) : Charlie
  - La Tempête du siècle (2009) : Stillman
  - La Loi de Goodnight (2011) : John William Goodnigh
  - La Loi de Goodnight : La Valeur d'un homme (2012) : John William Goodnigh
  - Noël tous en chœur (2013) : Paul Stevenson
  - La Loi de Goodnight : La Belle Aventurière (2013) : John William Goodnigh
  - La Légende de l'or perdu (2014) : Paul Stevenson
  - Un foyer pour mes enfants (2015) : Stewart Paylor
  - Paradise Ranch (2016) : Avery Ford

- Dale Midkiff dans :
  - À la conquête d'un coeur 2 (2004) : Clark Davis
  - Le Bonheur d'être aimé (2005) : Clark Davis
  - Le roman d'une vie (2006) : Clark Davis

- Matthew Bennett dans :
  - Battlestar Galactica (2003) : Numéro Cinq / Aaron Doral
  - New York Volcano (2006) : l'agent Walters
  - Battlestar Galactica: The Plan (2009) : Numéro Cinq / Aaron Doral

- Kieren Hutchison dans :
  - La Jeune Fille aux fleurs (2009) : Stephen Banks
  - Entre le cœur et la raison (2014) : Bob Lewis
  - Ma fille, enlevée à 12 ans (2019) : Tim Sullivan

- Corin Nemec dans :
  - Le Fléau (1994) : Harold Lauder
  - Les Aventuriers de la rivière sauvage (1995) : Ben Harris

- James Marshall dans :
  - Cavale criminelle (1997) : Mark
  - Une ville en danger (2000) : Pr Tom Banks

- Ty Olsson dans :
  - Randonnée fatale (2000) : Colin
  - La Voleuse au grand cœur (2008) : Lawrence Geller

- David Lipper (en) dans :
  - Une célibataire à New York (2003) : Ethan Miles
  - Marions-les ! (2004) : Brad

- Angus Macfadyen dans :
  - Spartacus (2004) : Marcus Crassus
  - Alerte Tsunami (2007) : John McAdams

- Nels Lennarson dans :
  - Une ennemie si proche (2005) : Dan
  - Au rythme de mon cœur (2006) : Jason Matthews

- 1990 : Projet: Exil : Dave (Christopher Daniel Barnes)
- 1991 : Les routes de la vie : Martin Dunne (Luke Reilly)
- 1994 : Une leçon de courage : le capitaine Mitchell (Roman Podhora)
- 1994 : Deux coupables pour un crime : Bill Motorshed (Jason Bateman)
- 1996 : Nom de code, Wolverine : Adolfo Jones (Danny Quinn (en))
- 1999 : Le Septième Papyrus : Taita (Art Malik)
- 2000 : La Véritable Histoire de Laura Ingalls 2 (en) : Cornelius Loudermilk (Thomas Ian Griffith)
- 2000 : Le Village du Père Noël : Jerry McNeil (Richard Thomas)
- 2000 : Sous les yeux d'un intrus : Daniel Summer (Maxwell Caulfield)
- 2002 : Joyeux Muppet Show de Noël : Fozzie (Eric Jacobson (en)) (voix)
- 2002 : L'Esprit d'équipe : un commentateur [Qui ?]
- 2002 : Étrange voisinage : Allen Kramer (Jason Blicker (en))
- 2002 : Plus fort que le silence : John McCrane (Andrew Jackson)
- 2004 : Allan Quatermain et la Pierre des ancêtres : Bruce McNabb (Gavin Hood)
- 2004 : L'Affaire Laci Peterson : Tommy Vignatti (David Denman)
- 2004 : L'Amour 3 étoiles : Fernando Barranco (Chisco Amado (es))
- 2004 : Le Crash du vol 323 : Aubrey, le pilote (Robert Wisden)
- 2004 : Sur la piste de mon mari : Buck Colter (Max Martini)
- 2005 : À l'ombre de mes yeux : Alex Chase (James Thomas)
- 2005 : Une famille pour Charlie : Sheldon (Kyle T. Heffner (en))
- 2005 : L'Aventure du Poséidon : Dizzy Malone (Matt Battaglia)
- 2006 : Magma, désastre volcanique : Dr William Kincaid (George R. Sheffey)
- 2006 : Le Trou noir (en) : Pr Eric Bryce (Judd Nelson)
- 2006 : Le Poids du passé : Sam Wyatt (Steve Bacic)
- 2008 : L'Invité de Noël : Richard Windom (Woody Jeffreys)
- 2008 : Vipers : le shérif Hendricks (Mark Humphrey (en))
- 2008 : Le Choix de Jane : Henry Austen (Adrian Edmondson)
- 2009 : Love N' Dancing : Jake Mitchell (Tom Malloy (en))
- 2011 : Filles des villes et filles des champs : Doug Randall (Tom Schanley (en))
- 2012 : Le Mystère d'Edwin Drood : John Jasper (Matthew Rhys)
- 2013 : Sacrifice : Sýkora (David Novotný (en))
- 2014 : Fleming : L'Homme qui voulait être James Bond : Pip Torrens (Esmond Rothermere)
- 2016 : Qui a tué la petite JonBenét ? : Fleet White (David Keeley)
- 2017 : Traquée par mon mari : Darren (Jason Wiles)
- 2017 : Le Train de Noël : Tom Langdon (Dermot Mulroney)
- 2018 : Sept heures avec un tueur : Ulrich Riedel (Norman Hacker)
- 2018 : Fiançailles et représailles : Jameson (Robb Derringer (en))
- 2018 : Noël en héritage : Morgan Shelby (Colin Ferguson)
- 2019 : L'Atelier de jouets du père Noël : Tom Novak (Chad Willett (en))
- 2022 : Célibataire et fabuleuse ! : Sam Berman (James Tupper)
- 2022 : Coup de foudre à l'auberge de Noël : Sam (Harrison Coe)
- année indéfinie : Columbo (symphonie en noir) : John Cassavetes (doublage supplémentaires des scènes inédites en France)

#### Séries télévisées
- Luke Perry dans (15 séries) :
  - Beverly Hills 90210 (1990-2000) : Dylan McKay (199 épisodes)
  - Spin City (1997) : Spence Kaymer (saison 1, épisode 16)
  - Les Nuits de l'étrange (2001) : Dr Michael Sears (épisode 7)
  - Jeremiah (2002-2004) : Jeremiah (34 épisodes)
  - Will et Grace (2005) : Aaron (saison 7, épisode 17)
  - Ce que j'aime chez toi (2005) : Todd (3 épisodes)
  - Windfall : Des dollars tombés du ciel (2006) : Peter Schaefer (13 épisodes)
  - John from Cincinnati (2007) : Linc Stark (10 épisodes)
  - New York, unité spéciale (2008) : Noah Sibert (saison 10, épisode 1)
  - Esprits criminels (2008) : Benjamin Cyrus (saison 4, épisode 3)
  - Body of Proof (2012-2013) : Dr Charlie Stafford (5 épisodes)
  - Raising Hope (2013) : le fantôme du jour de l'arbre (saison 3, épisode 18)
  - Major Crimes (2014) : Jon « Jonny » Worth (saison 3, épisode 8)
  - Conscience Morale (2015) : Tim Olson (5 épisodes)
  - Riverdale (2017-2019) : Fred Andrews (47 épisodes)

- Jon Cryer dans (10 séries) : 
  - Mon oncle Charlie (2003-2015) : Alan Harper (en) (262 épisodes)
  - Hannah Montana (2010-2011) : Kenneth « Ken » Truscott (saison 3, épisode 28 et saison 4, épisode 12)
  - Mom (2013) : un client (saison 1, épisode 1)
  - NCIS : Enquêtes spéciales (2015-2016) : Dr Cyril Taft (3 épisodes)
  - Supergirl (2019-2021) : Lex Luthor (20 épisodes)
  - Flash (2019) : Lex Luthor (saison 6, épisode 9)
  - Batwoman (2019) : Lex Luthor (saison 1, épisode 9)
  - Legends of Tomorrow (2020) : Lex Luthor (saison 5, épisode 1)
  - Arrow (2020) : Lex Luthor (saison 8, épisode 8)
  - La Méthode Kominsky (2021) : Jon Cryer (saison 3, épisode 6)

- Paul Schulze dans (7 séries) : 
  - Les Soprano (1999-2006) : le Père Phil Intintola (13 épisodes)
  - Spin City (2002) : Steven (saison 6, épisode 13)
  - 24 Heures chrono (2002-2004) : Ryan Chappelle (24 épisodes)
  - Numb3rs (2005) : le photographe (saison 2, épisode 3)
  - Cold Case : Affaires classées (2006) : Phil Jorgensen (saison 3, épisode 14)
  - Justice (2006) : ADA J.D. Keller (3 épisodes)
  - Journeyman (2007) : l'agent Richard Garrity (4 épisodes)

- Corin Nemec dans (6 séries) :
  - Parker Lewis ne perd jamais (1990-1993) : Parker Lewis (73 épisodes)
  - Smallville (2002) : Jude Royce (saison 1, épisode 14)
  - Stargate SG-1 (2002-2004) : Jonas Quinn (26 épisodes)
  - NCIS : Enquêtes spéciales (2006) : Len Grady (saison 4, épisode 17)
  - Ghost Whisperer (2008) : Paul Eastman (saison 3)
  - Supernatural (2010) : Christian Campbell (saison 6)

- Lev Gorn dans (5 séries) : 
  - The Americans (2013-2018) : Arkady Zotov (51 épisodes)
  - NCIS : Enquêtes spéciales (2014-2016) : l'avocat russe Pavlenko Anton (4 épisodes)
  - Madam Secretary (2015) : le président ukrainien Mikhail Bozek (saison 2)
  - Blue Bloods (2017) : l'inspecteur Arkady Levin (saison 7, épisode 21)
  - The Enemy Within (2019) : Mikhail Tal (5 épisodes)

- Michael Cudlitz dans (4 séries) :
  - Nip/Tuck (2004) : Brody (saison 2, épisode 5)
  - FBI : Portés disparus (2004 et 2005) : Mark Casey (saison 2, épisode 14) et Freddy Katan (saison 3, épisode 22)
  - Standoff : Les Négociateurs (2006-2007) : Frank Rogers (18 épisodes)
  - The Walking Dead (2014-2018) : Abraham Ford (39 épisodes)

- Jimmy Smits dans (4 séries) :
  - À la Maison-Blanche (2004-2006) : Matthew Santos (37 épisodes)
  - Dexter (2008) : Miguel Prado (12 épisodes)
  - Brooklyn Nine-Nine (2016-2017) : Victor Santiago (saison 4, épisode 7 et saison 5, épisode 7)
  - Obi-Wan Kenobi (2022) : Bail Organa (mini-série)

- John Benjamin Hickey dans (4 séries) :
  - The Big C (2010-2013) :  Sean Tolkey (40 épisodes)
  - The Good Wife (2011-2016) : Neil Gross (8 épisodes)
  - Modern Family (2014) : Dr Clark (saison 5, épisode 12)
  - The Good Fight (2017-2022) : Neil Gross (4 épisodes)

- Jeremy Piven dans : 
  - Entourage (2004-2011) : Ari « Le Requin » Gold (96 épisodes)
  - Mr Selfridge (2013-2016) : Harry Selfridge (39 épisodes)
  - Wisdom : Tous contre le crime (2017-2018) : Jeffrey Tanner (13 épisodes)

- Brent Sexton dans : 
  - Justified (2010-2013) : Shérif Hunter Mosley (5 épisodes)
  - Les Experts : Cyber (2015-2016) : Andrew Michaels (3 épisodes)
  - New York, unité spéciale (2017) : Jim Turner (saison 18, épisode 11)

- Denis Leary dans :
  - The Job (2001-2002) : Mike McNeil
  - Rescue Me : Les Héros du 11 septembre (2004-2011) : Tommy Gavin

- Frank Stieren (de) dans :
  - Le Renard (2002) : Gerald Krüger (saison 26, épisode 4)
  - Un cas pour deux (2003) : René Beiler (saison 23, épisode 8)

- Tom Cavanagh dans :
  - Scrubs (2003-2009) : Daniel « Dan » Dorian (2e voix, saisons 3 à 8)
  - Blue Bloods (2013) : Mickey (saison 4, épisode 11)

- Brian d'Arcy James dans :
  - Smash (2012-2013) : Frank Houston (18 épisodes)
  - Evil (2021-2022) : Victor LeConte (6 épisodes)

- Ewen Leslie dans :
  - Top of the Lake: China Girl (2017) : Pyke Edwards
  - Sauvetage en mer de Timor (2018) : Ryan Gallagher

- Ted Atherton (en) dans : 
  - Killjoys (2017) : Gander (saison 3)
  - V Wars (2019) : le sénateur Smythe (4 épisodes)

- Brennan Brown dans :
  - The Sinner (2018) : Lionel Jeffries (saison 2)
  - Chicago Med (depuis 2021) : Dr Sam Abrams (2e voix, depuis la saison 7)

- 1989-1991 / 2017 : Twin Peaks : James Hurley (James Marshall) (12 épisodes)
- 1993 : Les Contes de la crypte : Jerry (Lou Diamond Phillips) (saison 5, épisode 11)
- 1995-1997 : Ned et Stacey (en) : Eric « Rico » Moyer (Greg Germann)
- 1996-1999 : The Sentinel : Blair Sandburg (Garett Maggart)
- 1997-1999 : Sunset Beach : Ricardo Torres (Hank Cheyne)
- 1997-2010 : Inspecteur Barnaby : Michael Lacey (Jonathan Firth) (épisode pilote), Mungo Mortimer (Colin Tierney) (saison 3, épisode 2), Harry Painter (Jesse Birdsall) (saison 5, épisode 1), le sergent Dan Scott (John Hopkins) et Adam Burbage (Daniel Ryan) (saison 13, épisode 3)
- 1998 : ADN, menace immédiate : Tom Daniels (Adam Storke)
- 1998 / 2000 : V.I.P. : le prince Jordan (Eric Steinberg) (saison 1, épisode 4) et Eugene Burke (Geoff Meed) (saison 2, épisode 12)
- 1998-2005 : Stargate SG-1 : un jaffa (saison 2, épisode 1), un membre du SWAT (saison 8, épisode 7), le facteur (saison 8, épisode 15) (Michael Brynjolfson)
- 1999 / 2002 : Un cas pour deux : Markus Kempinski (Oliver Bröcker) (saison 19, épisode 8) et Ernst Pritzke (László I. Kish) (saison 23, épisode 1)
- 2000-2002 : Resurrection Blvd. : Carlos Santiago (Michael DeLorenzo (en))
- 2001 : Friends : Dennis Phillips (Jim Piddock) (saison 8, épisode 1)
- 2001 : Division d'élite : Braedon O'Connor (Mario Schugel) (4 épisodes)
- 2001-2015 : Degrassi : La Nouvelle Génération: l'entraîneur Darryl Armstrong (Michael Kinney)
- 2002 : Ally McBeal : Victor Morrison (Jon Bon Jovi)
- 2002 : The Shield : le commentateur à la radio ( ? ) (saison 1, épisode 3), Frank Gilmore (Jazzmun) (saison 1, épisode 10), Coyote Jack (Cristos) (saison 2, épisode 10)
- 2002-2003 : Odyssey 5 : Kurt Mandel (Sebastian Roché)
- 2003 : Preuve à l'appui : Max Cavanaugh jeune (Stephen Snedden) (saison 2, épisode 13)
- 2003-2004 : Rex, chien flic : l'homme à la caisse du marché ( ? ) (saison 9, épisode 3) et Kurt Gebauer (Johannes Zeiler) (saison 10, épisode 4)
- 2004 : Stargate Atlantis : Tyrus, un Genii (Ari Cohen) (saison 1, épisode 7)
- 2004 : Century City : Dr Brezak (Richard Thomas) (saison 1, épisode 5)
- 2004-2008 : Les Frères Scott : Andy Hargrove (Kieren Hutchison)
- 2005 : Numb3rs : Martin Rausch (Jay Karnes) (saison 2, épisode 2)
- 2010 : Psych : Enquêteur malgré lui : Ewan O'Hara (John Cena) (saison 4, épisode 10)
- 2010-2016 : DCI Banks : l'inspecteur-chef Alan Banks (Stephen Tompkinson)
- 2011-2019 : Suits, avocats sur mesure : Harvey Specter (Gabriel Macht) (134 épisodes)
- 2012-2013 : Grimm : Eric Renard (James Frain)
- 2013 : Hemlock Grove : le shérif Tom Sworn (Aaron Douglas)
- 2014-2015 : Bankerot : le thérapeute (Tom Jensen)
- 2015 : Happyish : Thom Payne (Steve Coogan)
- 2015-2016 : Vikings : Harbard le vagabond (Kevin Durand)
- 2015-2018 : House of Cards : Viktor Petrov (Lars Mikkelsen)
- 2016 : Guerre et Paix : le Comte Ilya Rostov (Adrian Edmondson) (mini-série)
- 2016 : Les Mystères de Londres : Arthur Conan Doyle (Stephen Mangan)
- 2016 : The Girlfriend Experience : Martin Bayley (Aidan Devine)
- 2016 : Le Renard : Bernd Böllhoff (Florian Martens) (saison 40, épisode 2)
- 2016 : Shooter : l'annonceur dans la conférence sur les armes à feu [Qui ?] (voix - saison 1, épisode 7)
- 2016 : Easy : Wally (Jake Weber) (saison 1, épisode 7)
- 2017 : Fargo : Scotty Pullover (Ivan Sherry) (saison 3)
- 2017 : The White Princess : Jasper Tudor (Vincent Regan) (mini-série)
- 2017-2019 : Legion : Oliver Bird (Jemaine Clement) (17 épisodes)
- 2017-2019 : Billions : Dr Gus (Marc Kudisch) (6 épisodes)
- 2018 : Cameron Black : L'Illusionniste : le « gorille » qui marchande avec Jonathan (Tom Lucca) (épisode 3)
- 2018 : iZombie : Russ / Arthur (Christopher Redman) (saison 4, épisode 8)
- 2018 : The Fosters : Jim Hunter (Robert Gant) (saison 5)
- 2018 : A Very English Scandal : David Holmes (Paul Hilton) (mini-série)
- 2018-2020 : Il cacciatore (it) : Leoluca Bagarella (David Coco)
- 2019 : Catch-22 : le colonel Cathcart (Kyle Chandler) (mini-série)
- 2019 : Arrow : Dante (Adrian Paul) (saison 7)
- 2019 : My Life Is Murder : le présentateur de la vidéo Séraphim (John McCullough) (saison 1, épisode 2) et Roger Simms (Don Hany (en)) (saison 1, épisode 3)
- 2019 : The Morning Show : ? ( ? )
- 2019-2020 : Crash Landing on You : Senior Colonel Se Dae-ju (Kim Young-pil) (6 épisodes)
- 2019-2020 : Trinkets : Doug Davis (Larry Sullivan (en))
- 2020 : Un ami aux petits soins (en) : Marvin Ferris (Tom Everett Scott)
- 2020 : Umbrella Academy : Jack Ruby (John Kapelos) (saison 2)
- 2020 : Sweet Home : ? ( ? )
- 2020 : Shadowplay : ? ( ? )
- 2020-2021 : The Stand : Norris (Nicholas Lea) (mini-série)
- 2020-2021 : Star Trek: Discovery : Zareh (Jake Weber) (saison 3)
- 2021 : Brand New Cherry Flavor : Lou Burke (Eric Lange) (mini-série)
- 2021 : Foundation : Lewis Pirenne (Elliot Cowan) (saison 1)
- 2021 : Le Tour du monde en quatre-vingts jours : Nyle Bellamy (Peter Sullivan (en))
- 2021 : New York, crime organisé : Reggie Bogdani (Dash Mihok) (saison 2)
- 2021 : Blacklist : Rovenpor (Roger Bart) (saison 8, épisodes 5 et 7)
- 2021 : SEAL Team : Carl Dryden (Maximiliano Hernández) (saison 5)
- 2022 : Bosch: Legacy : le père de Bosch (Clint Jordan) (saison 1, épisode 8)
- 2022 : The Boys : Ben / Petit Soldat Aigle (Jensen Ackles) (voix - saison 3, épisode 7)
- 2022 : Barry : le chef Krauss (Gary Kraus) (2e voix, saison 3)
- 2022 : Killing Eve : Phil (Steve Oram (en)) (saison 4, épisodes 1 et 2)
- 2022 : King of Stonks (de) : Magnus A. Cramer (Matthias Brandt) (mini-série)
- depuis 2022 : Vikings: Valhalla : le roi Canute « Le Grand » (Bradley Freegard)
- depuis 2022 : Loot : Arthur (Nat Faxon)
- 2023 : Ghosts of Beirut (en) : Robert Ames (en) (Dermot Mulroney) (mini-série)
- 2023 : Dreaming Whilst Black (en) : Howard (Peter Serafinowicz)
- 2023 : The Changeling (en) : Sam Valentine (Joris Jarsky)
- 2023 : 1670 (en) : Andrzej (Andrzej Kłak (pl))
- 2023 : The Gilded Age : M. Gilbert (Jeremy Shamos) (saison 2)
- 2023 : Lessons in Chemistry : Phil Lebensmal (Rainn Wilson)
- 2023 : Fellow Travelers : Ray Jenkins (Simon Reynolds) (mini-série)
- 2024 : Griselda : Al Singleton (Carter MacIntyre (en)) (mini-série)
- 2024 : House of Ninjas (en) : Sōichi (Yōsuke Eguchi (en))
- 2024 : Mister Spade : Samuel « Sam » Spade (Clive Owen) (mini-série)
- 2024 : Les Aventures imaginaires de Dick Turpin : Jonathan Wild (Hugh Bonneville)
- 2024 : Asaf (tr) : Nasuh (Rıza Kocaoğlu (tr))
- 2024 : La Palma : Jens Uvdal (Thorbjørn Harr) (mini-série)
- 2025 : À l'aube de l'Amérique : Brigham Young (Kim Coates) (mini-série)
- depuis 2025 : Stick : Pryce Cahill (Owen Wilson)

#### Séries d'animation
- 1965-1967[n 5] : Le Roi Léo : Kenny, Léo adulte, Romy, Louis (épisode 27)
- 1971[n 6] : Nathalie et ses amis : Freddy
- 1985 : Le Collège fou, fou, fou  : Rei Ichido (1re voix, épisodes 1 à 26)
- 1985 : Dancougar[3] : Alexandre
- 1987 : Maxie : Ferdie et Pitt
- 1987 : Nicky Larson : Jimmy (épisode 31)
- 1987-1988 : Max et Compagnie : Alex
- 1990 : Sophie et Virginie : Julien Charon
- 1990-1992 : Les Aventures de Robin des bois : Petit Jean, Jean sans terre, Lord Gilbert (parfois)
- 1991 : Nadia, le secret de l'eau bleue : Ayrton (épisode 34)
- 1992 : Les Misérables : Conférac
- 1992[4] : Teknoman[5] : Nick Carter / Teknoman
- 1995 : Gundam Wing : voix-off du générique
- 1995-1996 : Les Rangers de l'espace : Hunter
- 1996 : Mortal Kombat : Les Gardiens du royaume : Kurtis Stryker
- 1996[n 7] : L'Incroyable Hulk : Walter Langkowski / Sasquatch (épisode 6)
- 1996-1997 : BT'X : Kotaro Takayama, Ron et Cuattro
- 1996-1998 : Princesse Shéhérazade : Sourire de Lune (épisode 7), Nasser (épisode 22), Drôle de Soleil (épisode 28), Minou de Voilà (épisodes 36 et 49), l'aventurier (épisode 41), Samsa (épisode 46)
- 1999 : Les Nouvelles Aventures de Spider-Man : John Jameson / l'Homme-loup
- 2000 : Les Griffin : Luke Perry (saison 2, épisode 19)
- 2000 : Max Steel[6] : Peter
- 2000 : Carnaby Street[7] : Roy
- 2000-2001 : Vandread : Bart Garsus
- 2001 : Action Man : Brandon Caines
- 2001-2003 : La Légende de Tarzan : Johannes Niels
- 2002 : Benjamin l'éléphant : voix additionnelles
- 2005-2007 : Chadébloc : Platon
- 2007 : Afro Samurai : voix additionnelles
- 2008-2009 : Rahan : Crao
- 2008 : Futurama : Hermes Conrad et Zapp Brannigan[n 8]
- 2010-2011 : Les Légendes de Tatonka : voix additionnelles
- 2011-2012[n 9] : Archer : Popeye (saisons 2 et 3), un kidnappeur (saison 2, épisode 10)
- 2013 : Trolls de Troy : Tetram
- 2013-2014 : Vic le Viking : Halvar
- 2014 : Star Wars: The Clone Wars : Bail Organa (2e voix - saison 6, épisode 6)
- 2015-2016 : Vixen : Oliver Queen / Green Arrow (web-série)
- 2015-2017 : Star Wars: Rebels : Bail Organa
- 2016-2018 : La Ligue des justiciers : Action : Green Arrow
- 2018-2020 : Our Cartoon President (en) : Rudy Giuliani et Vladimir Poutine
- 2019-2022 : Undone : Jacob Winograd[n 10]
- depuis 2019[n 11] : Demon Slayer: Kimetsu no Yaiba : Muzan Kibutsuji
- 2020 : Chien Pourri : Chien Pourri (création de voix)
- 2021 : Invincible : Josef / Red Rush[n 12]
- 2021 : Transformers : La Trilogie de la guerre pour Cybertron : Mégatron du futur
- 2021 : Aquaman, roi de l'Atlantide : Aquaman
- 2021 : Les Contes de Lupin : ?
- 2023 : Strange Planet (en) : le narrateur
- 2023 : Le Collège noir : M. Blaireau et le Croque-mitaine (création de voix)
- 2023 : Onimusha (en) : Miyamoto Musahi
- 2024 : Wakfu : Toross Mordal (création de voix)
- 2024 : Creature Commandos : Rick Flag[n 13]
- 2024 : Beastars : Eado et Sagwan (saison 3)
- 2024 : Tokyo Override : Kageyama
- 2025 : My Happy Marriage : Tadakiyo Kudo (saison 2)

### Jeux vidéo
- 2004 : Astro Boy : Dr Tenma
- 2006 : 24 Heures chrono, le jeu : Ryan Chappelle
- 2008 : Volt, star malgré lui : le père fictif de Penny
- 2010 : Final Fantasy XIV A Realm Reborn : Cid
- 2011 : Star Wars The Old Republic : Lord Scourge
- 2011 : DC Universe Online : Brainiac
- 2011 : The Elder Scrolls V: Skyrim - Dragonborn : Garyn Ienth, Saden et voix additionnelles
- 2012 : Resident Evil 6 : Adam Benford
- 2013 : Sly Cooper : Voleurs à travers le temps : Cyrille LeParadox
- 2013 : Watch Dogs : Damien Brenks
- 2014 : Marvel Heroes 2015 : Rocket Raccoon et Taskmaster
- 2014 : Alien: Isolation : Marlow
- 2015 : The Order 1886 : Alastair Lucan
- 2015 : Lego Dimensions : le commissaire Gordon, le Dr Raymond Stantz et le Quatrième Docteur
- 2015 : Tom Clancy's Rainbow Six: Siege : Maestro
- 2015 : Lego Jurassic World : Ian Malcolm
- 2016 : Overwatch : Hanzo
- 2016 : Uncharted 4: A Thief's End : Samuel Drake
- 2016 : The Witcher 3: Wild Hunt - Blood and Wine : Filibert « Quatre-doigts » von Wittan
- 2016 : Dishonored 2 : des gardes d'élite
- 2017 : The Surge : le narrateur de l'introduction
- 2017 : Injustice 2 : Brainiac
- 2017 : Uncharted: The Lost Legacy : Samuel Drake
- 2017 : Dishonored : La Mort de l'Outsider : le chef Pela et des Gardes d'élite
- 2017 : Assassin's Creed Origins : Jules César
- 2017 : Final Fantasy XV : épisode Gladiolus : âmes perdues
- 2017 : Heroes of the Storm : Hanzo
- 2017 : Knack 2 : Xander
- 2018 : Far Cry 5 : voix additionnelles
- 2018 : Battlefield V : soldats
- 2020 : Assassin's Creed Valhalla : Basim Ibn Ishaq et Loki
- 2020 : Cyberpunk 2077 : Viktor Vektor
- 2021 : Les Gardiens de la Galaxie : Adam Warlock
- 2021 : Final Fantasy XIV: Endwalker : Cid
- 2022 : Overwatch 2 : Hanzo
- 2022 : A Plague Tale: Requiem : le comte Victor d'Arles
- 2023 : Star Wars Jedi: Survivor : Dagan Gera
- 2023 : Final Fantasy XVI : Gilbert et voix additionnelles
- 2023 : Starfield : ?
- 2023 : Cyberpunk 2077 : Phantom Liberty : Viktor Vektor
- 2024 : Suicide Squad: Kill the Justice League : Brainiac
- 2024 : Star Wars Outlaws : voix additionnelles
- 2024 : Dragon Age: The Veilguard : voix additionnelles

## Voix off

### Documentaires
- le narrateur dans Crocodiles contre dinosaures
- Narrateur dans Les Celtes (1- Aux portes de Rome, 2- Les Romains en Gaule et 3- La révolte de Boudicca)
- 2018 : le narrateur dans Le mystère des géants disparus
- 2018 : le narrateur dans Le labyrinthe secret de Namoroka
- 2019 : le narrateur dans L'aventure météo [8]

### Publicités
- DisonsDemain (2024)
- Fortuneo (2024)
- Bridélice (2024)